# Severn
Il Severn (in gallese Hafren; in italiano storicamente Sabrina) è il più lungo fiume del Regno Unito.
Lungo 354 km, ha un bacino idrico di 21590 km², includendovi gli affluenti del suo estuario.
Nasce in Galles e, dopo un percorso verso est, entra in Inghilterra, piegando verso sud in prossimità di Birmingham; lasciata Worcester, piega verso sudovest e bagna Gloucester, per poi terminare in un estuario a Bristol, nel canale omonimo.

## Idronimo
Secondo alcune fonti, il nome del fiume deriva dal gallese Habren, latinizzato con Sabrina, che, secondo la mitologia, era una ninfa che affogò nel fiume. Sabrina è, inoltre, la dea del fiume Severn secondo la mitologia britannica.

## Percorso
Il fiume Severn nasce in Galles, ma scorre per la maggior parte dei suoi 354 chilometri (220 mi) in Inghilterra. La sorgente del fiume si trova a 610 metri di altitudine sul Plynlimon, un massiccio nei Monti Cambrici del Galles centrale, che domina la contea di Ceredigion e che rappresenta, con i suoi 752 metri di altitudine, la cima più elevata della zona. Dal Plynlimon nasce, altresì, il fiume Wye. 
Dal Ceredigion il fiume Severn scorre ancora nel Galles, attraversando la contea di Powys, per entrare poi in Inghilterra nella contea dello Shropshire e proseguire nel Worcestershire e, successivamente, nel Gloucestershire. In ciascuna di queste tre contee inglesi passa rispettivamente in un'importante città: Shrewsbury, Worcester e Gloucester. Nella contea dello Shropshire il fiume ha formato nel corso del tempo (a causa dei fenomeni erosivi) la Gola di Ironbridge, che è Patrimonio dell'UNESCO dal 1986. Una porzione importante del Severn è il suo lungo e imponente estuario, grazie al quale il fiume si getta nel canale di Bristol e, infine, nel Mar Celtico. L'estuario raccoglie inoltre le acque di altri importanti fiumi come il Wye, l'Usk e l'Avon.
Il bacino idrografico del Severn è piuttosto imponente estendendosi per circa 21590 km², di cui circa un terzo si trova in Galles e la restante parte in Inghilterra. Questo dato intende il bacino idrografico come contenente anche i fiumi che sfociano nell'estuario del Severn ossia il Wye, l'Usk e l'Avon; in caso contrario, il bacino si riduce di quasi la metà, raggiungendo gli 11420 km².
La portata media è in generale elevata, ma varia lungo il percorso a causa degli affluenti che pian piano portano sempre più acqua al fiume principale. Alla stazione di Bewdley la portata media giornaliera è di circa 60,95 m³/s mentre nella stazione di rilevazione dati più vicina alla foce del fiume, a Haw Bridge, la portata è quasi doppia: 106,62 m³/s.

## Estuario

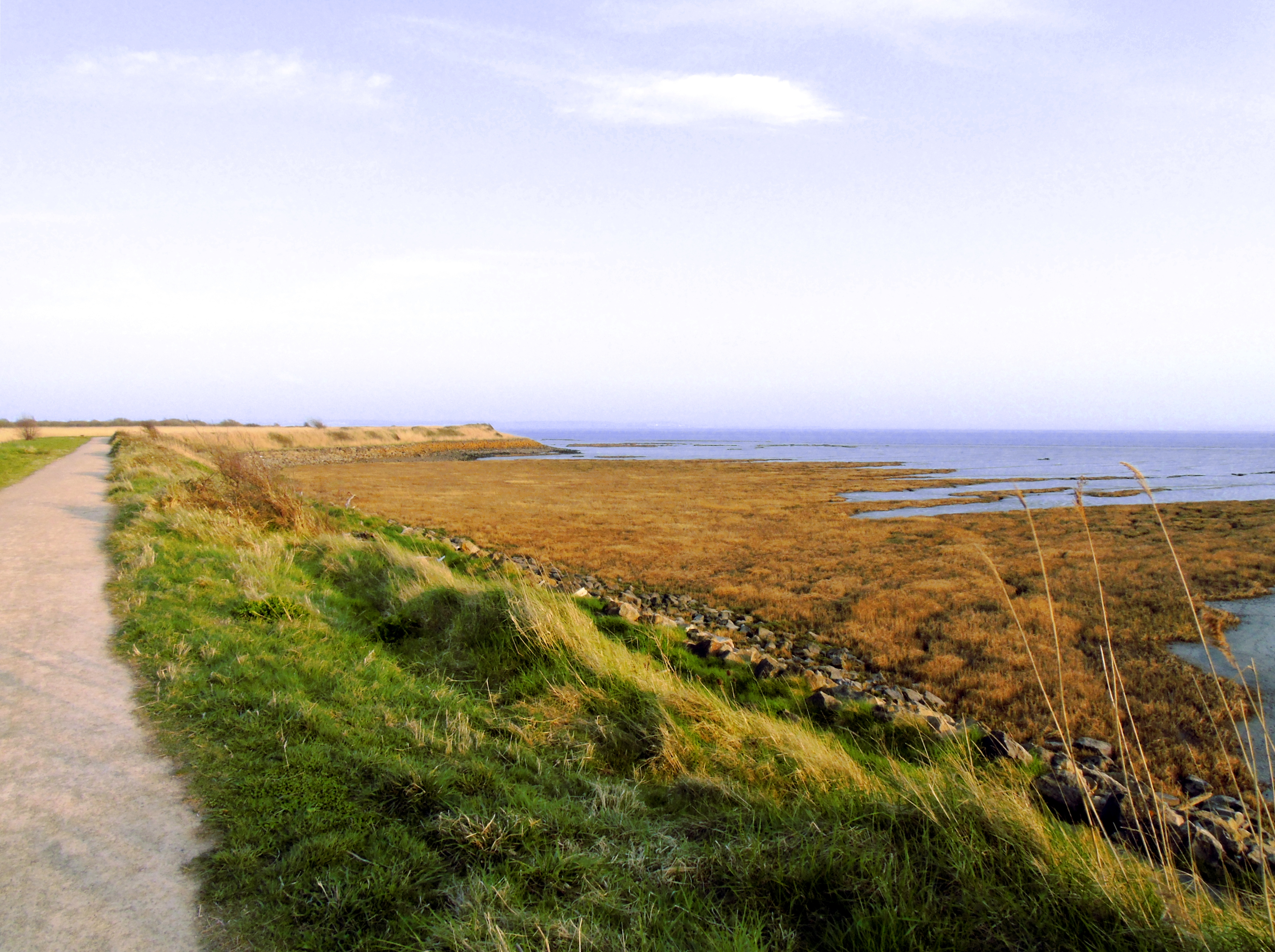
Estuario del Severn visto dalle zone umide di Newport

L'estuario del Severn (in inglese Severn Estuary, in gallese Môr Hafren) è uno dei più importanti del Regno Unito e funge da confine tra il Galles e l'Inghilterra. 
È all'interno di questo estuario che sfociano alcuni importanti fiumi come il Wye, l'Usk e l'Avon, ma sono le sue maree l'elemento distintivo. Qui l'altezza dell'onda di marea (o ampiezza di marea) ha dimensioni tali che l'estuario del fiume Severn è considerato il terzo al mondo per ampiezza delle sue maree dopo le baie di Fundy e di Ungava in Canada e per questo motivo le autorità stanno pensando di sfruttare il fenomeno a fini energetici. L'ampiezza di marea (differenza tra alta e bassa marea) supera infatti i 9,5 m vicino al porto di Bristol ed è solo leggermente inferiore a Newport, ma rimane comunque superiore ai 9 m. L'alta marea è anche molto rilevante raggiungendo e superando talvolta anche i 14 metri.
Il fenomeno delle maree crea spesso anche un mascheretto, il Severn Bore. Si tratta di un'onda marina che, in alcuni periodi dell'anno, quando c'è l'alta marea, risale l'estuario e il fiume Severn per più di 30 chilometri (19 mi) fin quasi a Gloucester. Quest'onda attrae numerosi surfisti perché è una tra la più alte al mondo e la sua presenza è oggi prevedibile (si trovano facilmente tutte le informazioni sui giorni e sugli orari in cui dovrebbe verificarsi nel corso di un anno).
L'estuario ha una larghezza variabile dai circa 3 km nei pressi di Aust e i ben 14 km tra Cardiff in Galles e Weston-super-Mare in Inghilterra.

## Vie di comunicazione

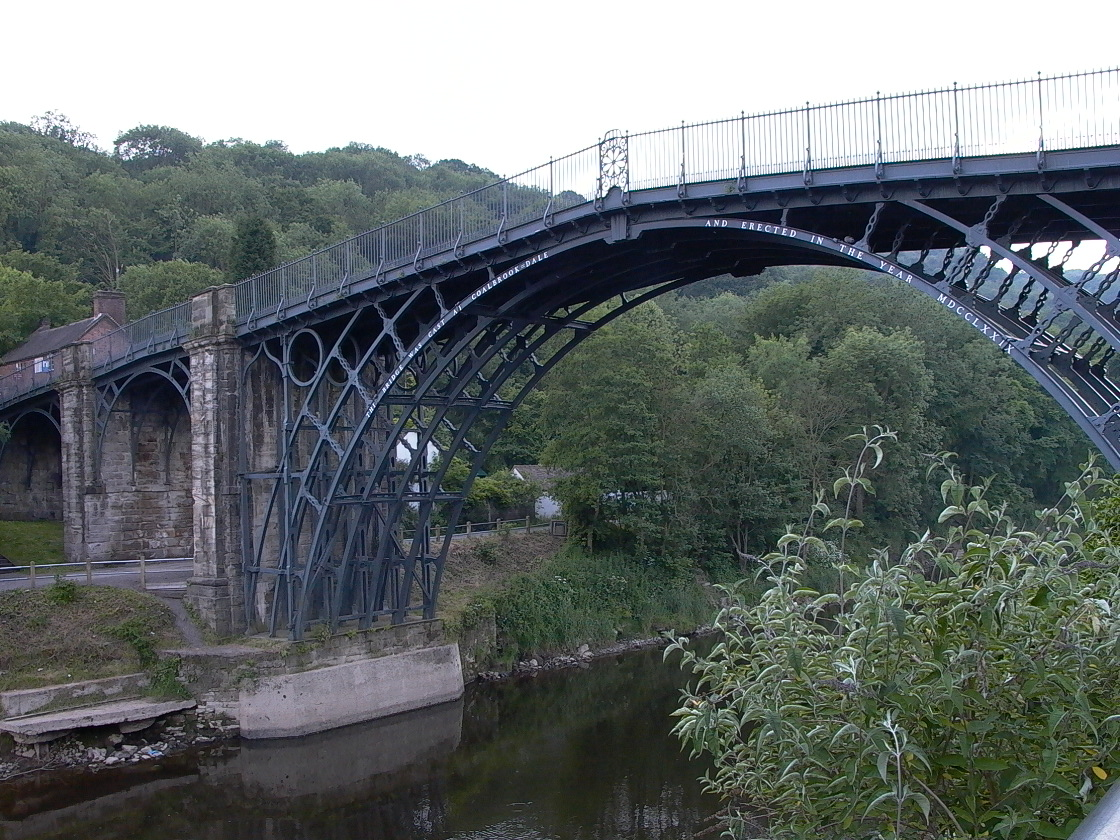
Iron Bridge

Sul Severn si trovano circa un centinaio di ponti costruiti fin dai secoli passati per connettere le due sponde del fiume. Alcuni di questi sono divenuti monumenti nazionali, come l'Atcham Bridge, l'Over Bridge e l'Iron Bridge. L'Iron Bridge, costruito nel 1779 e inaugurato nel 1781, è stato il primo ponte al mondo ad essere costruito in metallo ed è anche protetto dall'UNESCO poiché facente parte della Gola di Ironbridge.

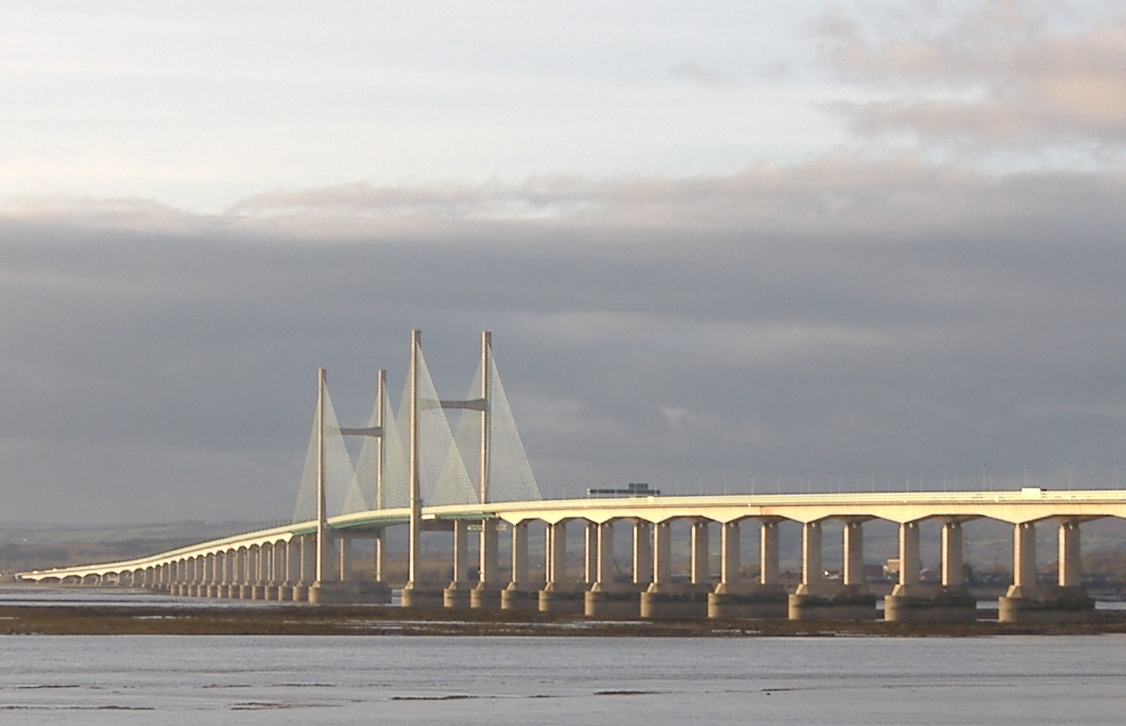
Second Severn Crossing

Nella zona dell'estuario del fiume, i collegamenti tra le due sponde del Severn sono a lungo avvenuti solo per mezzo di imbarcazioni, ma già nella seconda metà dell'800 si costruì una Galleria ferroviaria, il Severn Tunnel. Lungo ben 7 km, di cui solo 3,62 effettivamente sott'acqua, il tunnel fu costruito dal 1873 al 1886 e rimase per più di 100 anni il tunnel ferroviario più lungo del Regno Unito fino all'apertura del Tunnel della Manica.
Oggi troviamo nella zona dell'estuario anche due ponti autostradali che permettono un rapido spostamento in automobile tra Galles e Inghilterra. Il primo di questi ad essere costruito fu il Severn Bridge che venne aperto nel 1966 e sostituì la linea di traghetti tra Aust (in Inghilterra) e Beachley (in Galles). Dagli anni ottanta, tuttavia, il Severn Bridge iniziò a non essere più sufficiente a sostenere l'incrementato traffico autostradale e si decise di costruire un secondo ponte alcuni chilometri più a valle. Nel 1996 venne così inaugurato il Second Severn Crossing che si trova nei pressi del Severn Tunnel e congiunge Severn Beach (in Inghilterra) con Sudbrook (in Galles).